# Pure Food and Drug Act
De Amerikaanse Pure Food and Drug Act werd in 1906 ingevoerd door president Theodore Roosevelt. Aanleiding waren de onthullingen van journalist en schrijver Upton Sinclair in zijn boek "The Jungle" over de toestanden in de slachthuizen van Chicago.
Het was de eerste federale wet die toezag op voedsel en medicijnen. Handhaving van de Pure Food and Drug Act werd belegd bij het ministerie van Landbouw.